# Hygroskopická voda
Hygroskopická voda je forma vody, která vzniká v hornině při pohlcování par.
Vyskytuje se i na povrchu a uvnitř jílových minerálů. Její význam spočívá v tom, že způsobuje bobtnání těchto minerálů. 
Největší bobtnavost má montmorillonit. V případě vyschnutí půdy obsahující tyto minerály se tvoří hluboké praskliny. 